# Davide (cognome)
Davide è un cognome di lingua italiana.

## Varianti
David, Davidde, Daviddi, Davidi, Davitti.

## Origine e diffusione
Cognome tipicamente panitaliano, è presente prevalentemente in Italia centro-meridionale e nel Triveneto.
Potrebbe derivare dal prenome Davide. E' affine ai cognomi inglesi Davis, Davies e Davidson. E' semanticamente affine ai cognomi Amato e Amore.